# Hot rod

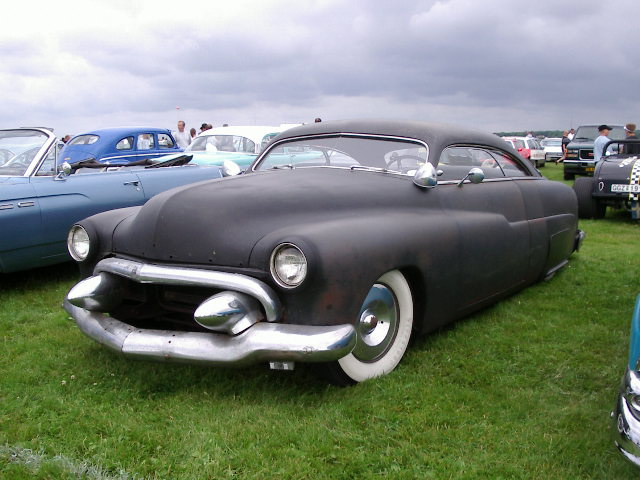
Um Mercury de 1949 com pintura fosca

Hot Rods são carros geralmente das décadas de 1910, 1920 e 1930 modificados. As modificações geralmente incluem rodas largas atrás, já que os carros eram praticamente todos de tração traseira, pintura com chamas geralmente feitas a partir de aerografia e pinstriping, e motores potentes, na maioria das vezes V8. Muito populares nas décadas de 1940 e 1950, fazem sucesso até hoje entre os entusiastas automotivos.

## História
O termo teria surgido por volta do final da década de 1930 no sul da Califórnia, onde algumas pessoas costumavam correr com carros modificados em leitos de lagos secos em Los Angeles, sob as regras da Southern California Timing Association. A prática tornou-se ainda mais popular depois da Segunda Guerra Mundial, com o retorno de soldados, que recebiam treinamento técnico durante o serviço militar.
Foram feitos por jovens quando os velhos fords estavam indo para o ferro velho. Fizeram grades personalizadas, tiraram painéis para aumentar a velocidade e rebaixaram os carros.

## Galeria

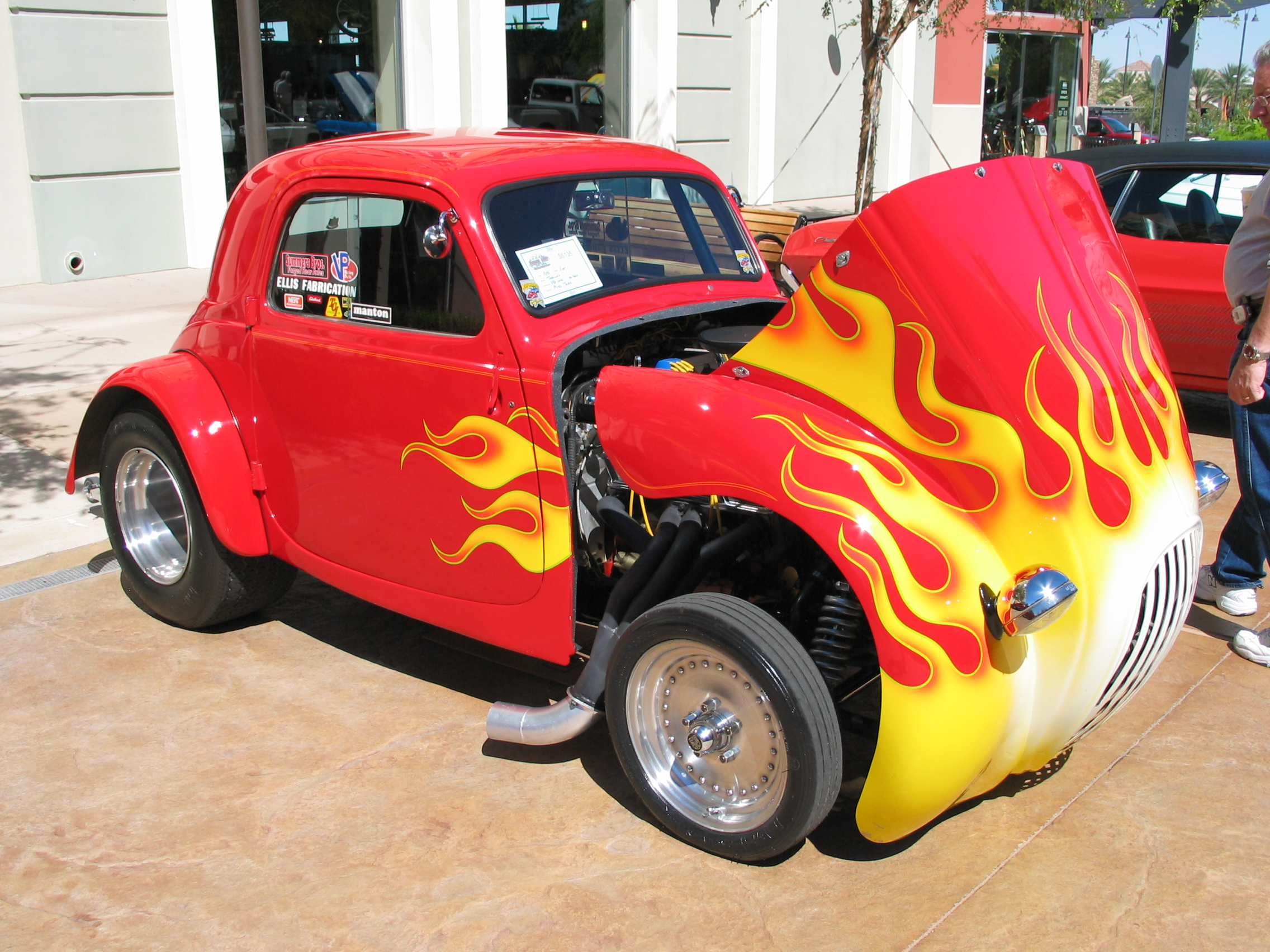
Fiat Topolino.
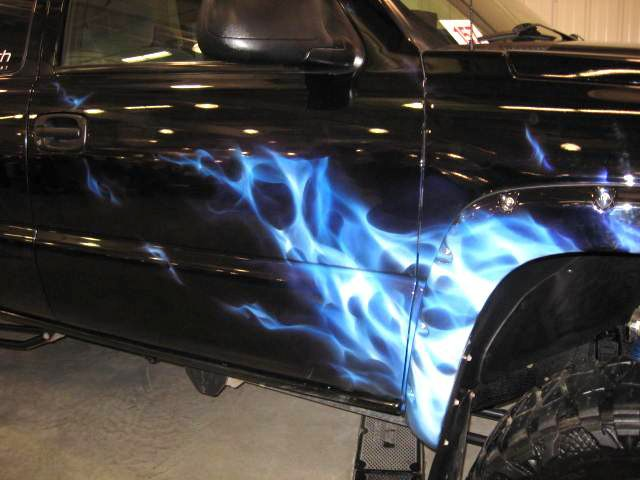
"Chamas fantasmas".
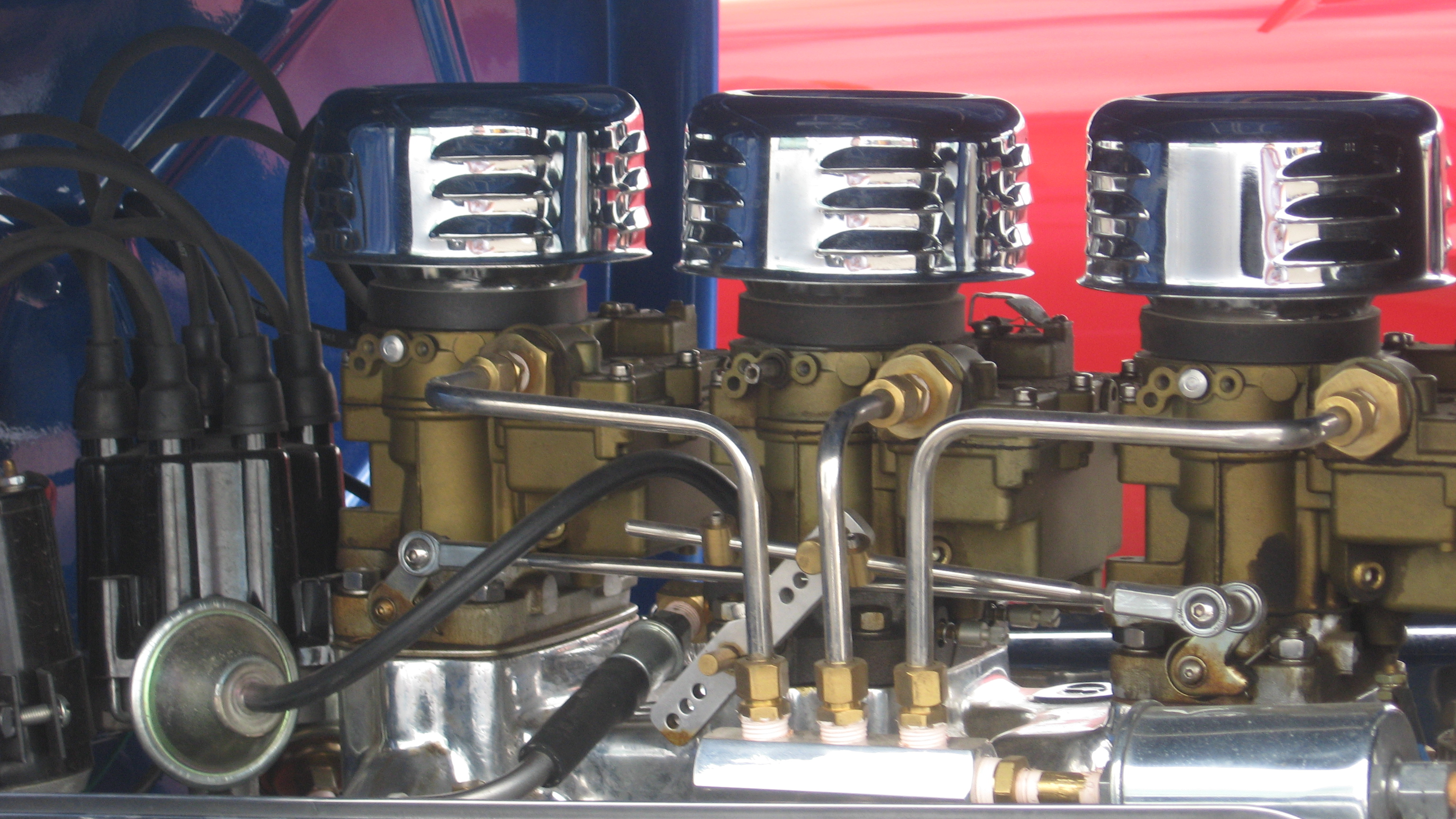
3 deuces closeup
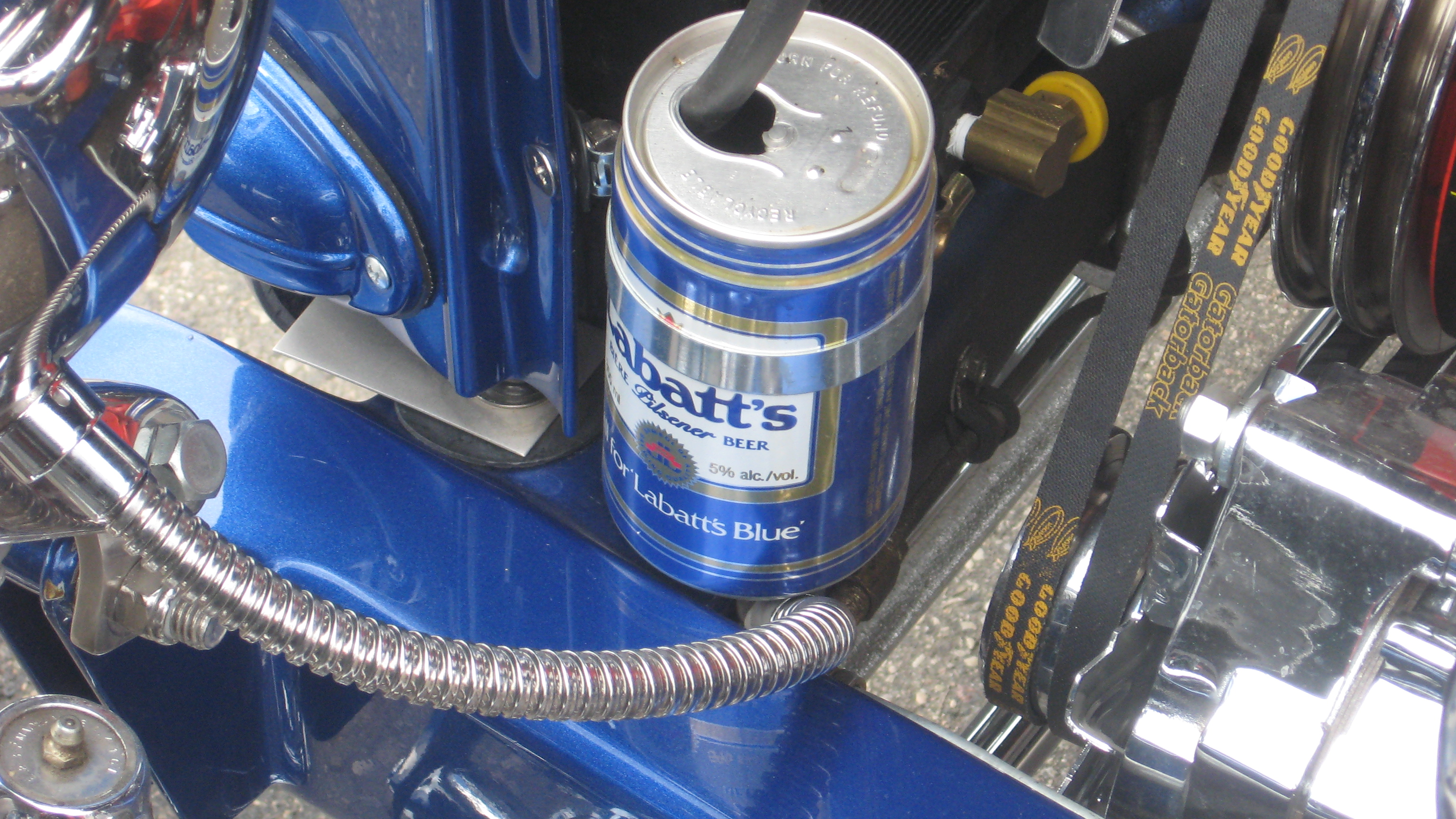
"puke can"
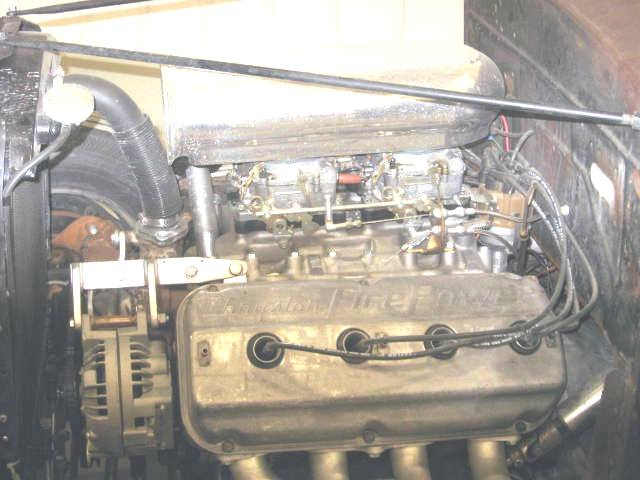
Um 392 Hemi em um "rat rod".
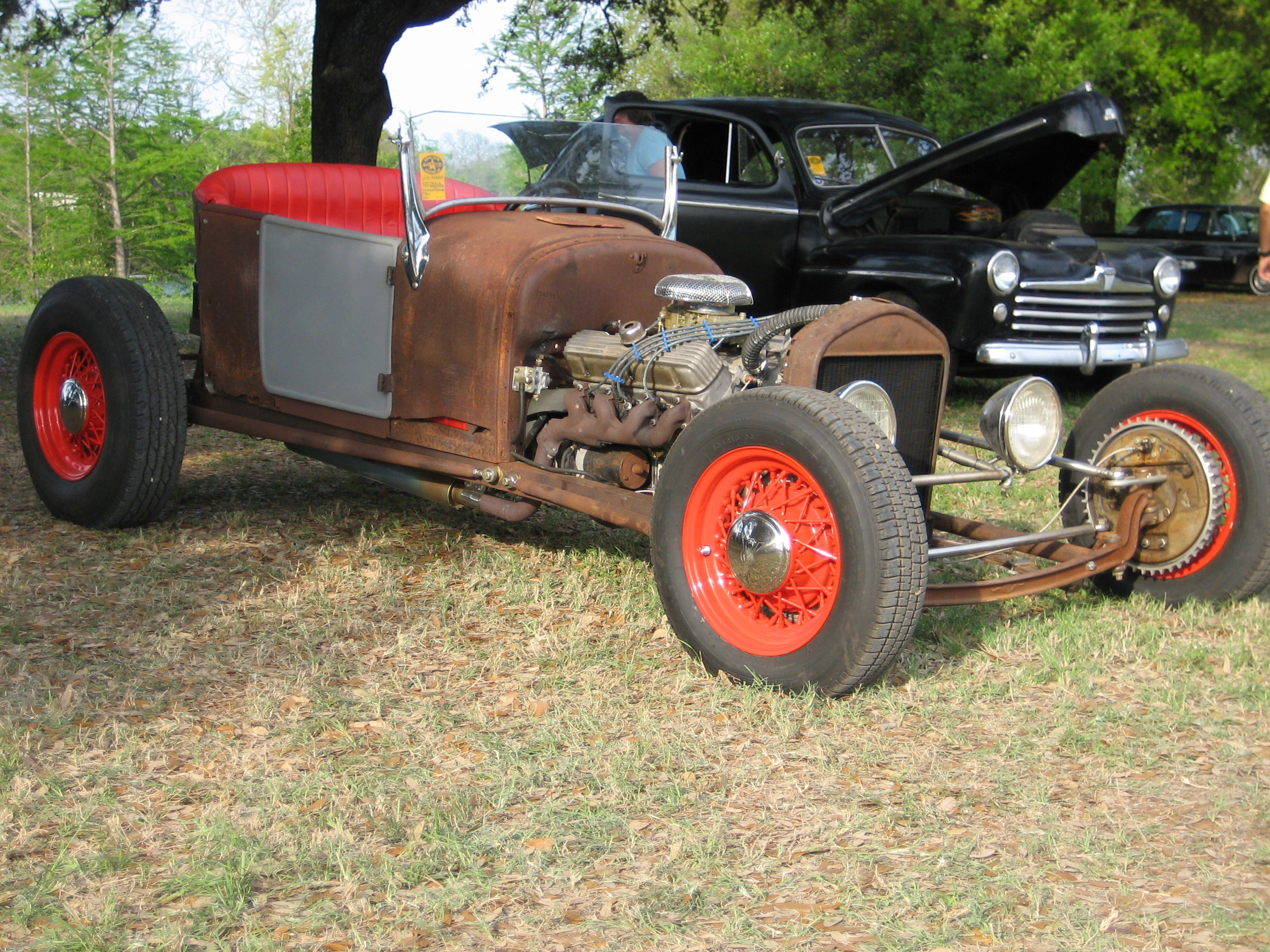
Rat rod
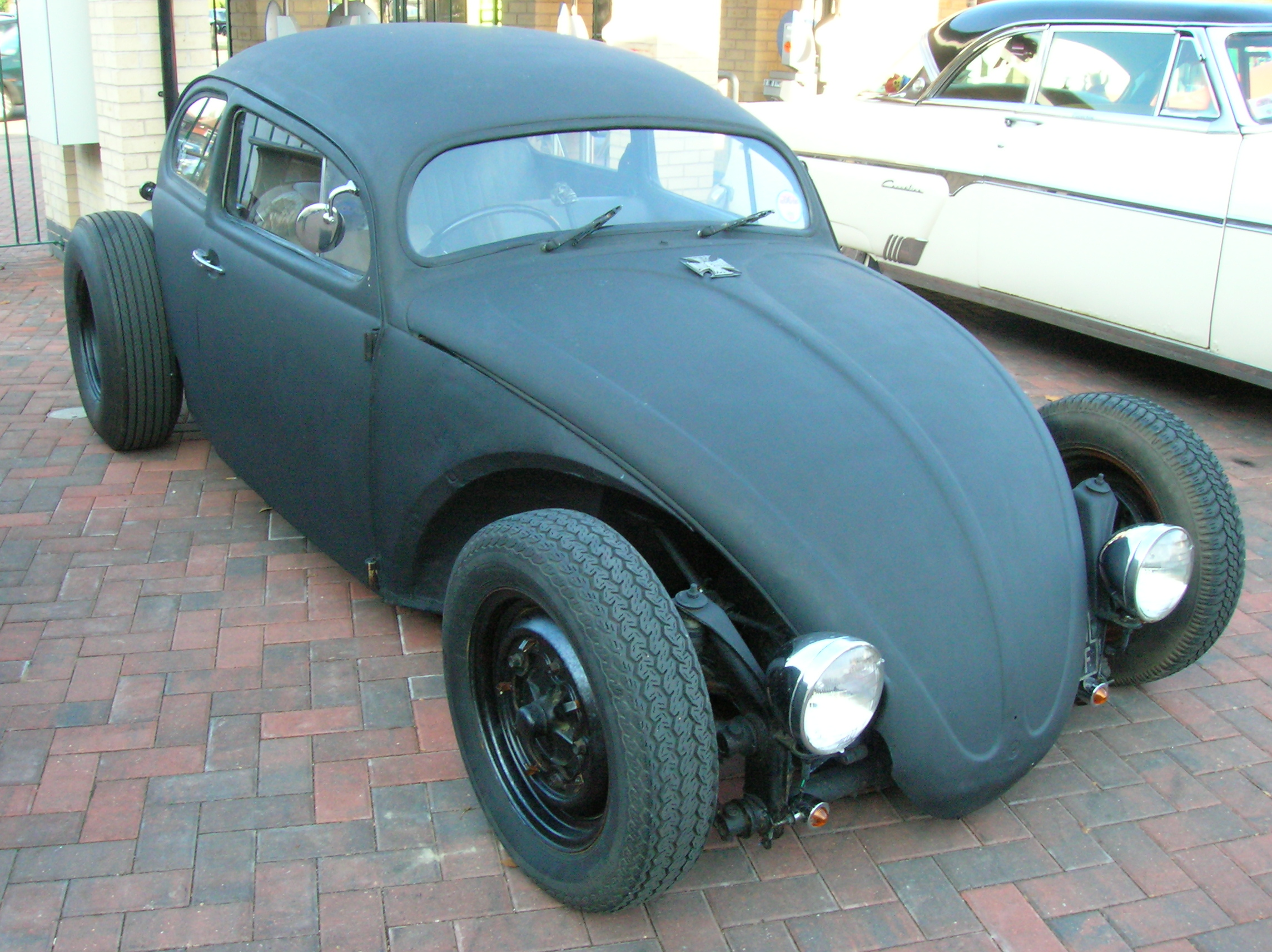
Volksrod.
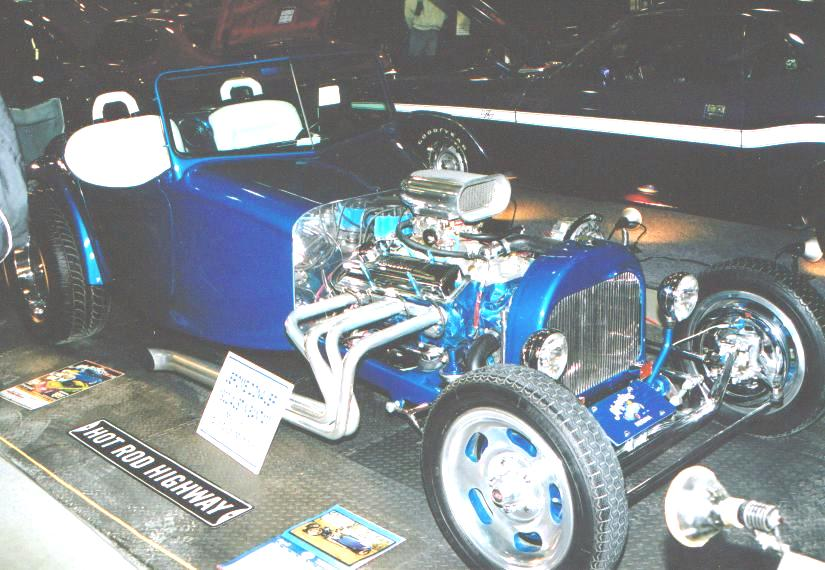
'32 Bantam roadster